# Dan Hedaya
Daniel G. „Dan” Hedaya (ur. 24 lipca 1940 w Brooklynie) – amerykański aktor charakterystyczny. Dał się poznać jako aktor drugoplanowy, często grając marnych złoczyńców lub dowcipne postacie drugoplanowe.

## Życiorys
Urodził się w nowojorskim Brooklynie w rodzinie Żydów sefardyjskich, którzy wyemigrowali z Aleppo, stolicy Syrii. W 1962 ukończył studia na wydziale literatury Tufts University w Medford w Massachusetts i początkowo był nauczycielem w angielskiej szkole podstawowej. Studiował aktorstwo w Herbert Berghof Studio.
W 1970 zadebiutował na nowojorskiej scenie Sheridan Square Playhouse w podwójnej roli jako dr Schon i Harlequin w przedstawieniu Lulu (Earth Spirit). W 1973 grał w Makbecie na New York Shakespeare Festival. W 1974 wystąpił na Off-Broadwayu jako Angel Ruz Covarrubias w spektaklu Ostatnie dni brytyjskiego Hondurasu. W 1975 trafił na mały ekran jako Herbie Towers w operze mydlanej ABC Ryan’s Hope. W sitcomie NBC Zdrówko (Cheers, 1984–1993) występował w roli męża barmanki Carli, Nicka Tortelliego. Grał role drugoplanowe w filmach takich jak Prawdziwe wyznania (1981), Lina (1984), Śmiertelnie proste (1984) i Komando (1985). Za rolę Richarda Nixona w komedii młodzieżowej Andrew Fleminga Dick (1999) otrzymał nominację do Nagrody Satelity dla najlepszego aktora drugoplanowego.
W 2006 wystąpił gościnnie jako Jack Monk, ojciec tytułowego bohatera w odcinku „Pan Monk spotyka ojca” w serialu Detektyw Monk.

## Filmografia

### Filmy
- 1970: Myra Breckinridge jako pacjent na oddziale szpitalnym
- 1976: The Passover Plot jako Jakow
- 1981: Prawdziwe wyznania jako Howard Terkel
- 1983: Zagadka nieśmiertelności jako porucznik Allegrezza
- 1984: Śmiertelnie proste jako Julian Marty
- 1984: Lina jako detektyw Joe Molinari
- 1985: Komando jako Arius
- 1986: Ważniaki jako Anthony Castelo
- 1986: Zapomnieć o strachu jako kapitan Logan
- 1990: Joe kontra wulkan jako Frank Waturi
- 1990: Ciotka Julia i skryba jako Robert Quince
- 1991: Rodzina Addamsów jako Tully Alford
- 1992: Cztery oczy
- 1993: Benny i Joon jako Thomas
- 1993: Szachowe dzieciństwo jako dyrektor turnieju
- 1994: Maverick jako Twitchy, gracz Riverboat Poker
- 1995: Za wszelką cenę jako Joe Maretto
- 1995: Clueless jako Mel Horowitz
- 1995: Czysta gra jako Walter Hollenbach
- 1995: Nixon jako Trini Cardoza
- 1996: Zmowa pierwszych żon jako Morton Cushman
- 1996: Pokój Marvina jako Bob
- 1996: Spojrzenie mordercy jako detektyw Garnet Wallace
- 1996: Podejrzani jako Jeffrey „Jeff” Rabin
- 1996: Tunel jako Frank Kraft
- 1996: Okup jako oficer EMS Frank Kraft
- 1997: Obcy: Przebudzenie jako generał Perez
- 1997: Przodem do tyłu jako prokurator wojskowy
- 1997: Życie mniej zwyczajne jako Gabriel
- 1998: Adwokat jako John Riley
- 1998: Odlotowy duet jako pan Butabi
- 1999: Huragan jako detektyw sierżant Della Pesca Paterson PD
- 2000: Shaft jako detektyw Jack Roseli
- 2001: Mulholland Drive jako Vincenzo Castigliane
- 2002: Wielbicielka jako trener Skimins
- 2005: Roboty jako pan Gunk (głos)
- 2005: Pizza z sercem jako Vinnie Montebello
- 2010: Chłopak do towarzystwa jako Aresh
- 2016: Fantastyczne zwierzęta i jak je znaleźć jako Czerwony

### Seriale
- 1975: Ryan’s Hope jako Herbie Towers
- 1976: Kojak jako Dan Hudson
- 1981: Posterunek przy Hill Street jako Ralph Macafee
- 1984: Policjanci z Miami jako Ben Schroeder
- 1984: Posterunek przy Hill Street jako A Bum
- 1984-1993: Zdrówko jako Nick Tortelli
- 1985: Strefa mroku jako Nick
- 1986: Policjanci z Miami jako Reuben Reydolfo
- 1986: McCall jako Frank Donahue
- 1989: Who’s the Boss? jako Ralph
- 1988–1990: Prawnicy z Miasta Aniołów jako Michael Roitman
- 1993: Prawo i porządek jako porucznik Brian Torelli
- 1993: Nowojorscy gliniarze jako Lou Werewolf
- 1997: Prawo i porządek jako adwokat obrony Leslie Drake
- 1997–2005: Ostry dyżur jako Herb Spivak
- 2000: Potyczki Amy jako detektyw Tarnower
- 2000–2006: Tak, kochanie jako Don Ludke
- 2006: Detektyw Monk jako Jack Monk
- 2008: Szminka w wielkim mieście jako Dimitri Pappademos
- 2011: Impersonalni jako Bernie Sullivan
- 2013: Złoty chłopak jako Francis Diaco
- 2014–2015: Świat według Mindy jako Alan Castellano
- 2014–2019: Gotham jako detektyw Dix
- 2015: Przegląd tygodnia: Wieczór z Johnem Oliverem jako aktor w segmencie specjalnym
- 2015–2019: Zaprzysiężeni jako Vincent Rella

## Nagrody i nominacje
| Rok  | Nagroda                           | Kategoria                                           | Tytuł                       | Rezultat  |
| ---- | --------------------------------- | --------------------------------------------------- | --------------------------- | --------- |
| 1994 | Emmy                              | Najlepszy gościnny występ w serialu dramatycznym.   | Nowojorscy gliniarze        | Nominacja |
| 1996 | National Board of Review          | Najlepsza gra aktorska w wykonaniu zespołu          | Zmowa pierwszych żon (1996) | Wygrana   |
| 1997 | Nagroda Gildii Aktorów Ekranowych | Najlepszy zespół aktorski                           | Pokój Marvina (1996)        | Nominacja |
| 2000 | Nagroda Satelita                  | Najlepszy aktor drugoplanowy w komedii lub musicalu | Dick (1999)                 | Nominacja |